# Reckturm (Wiener Neustadt)

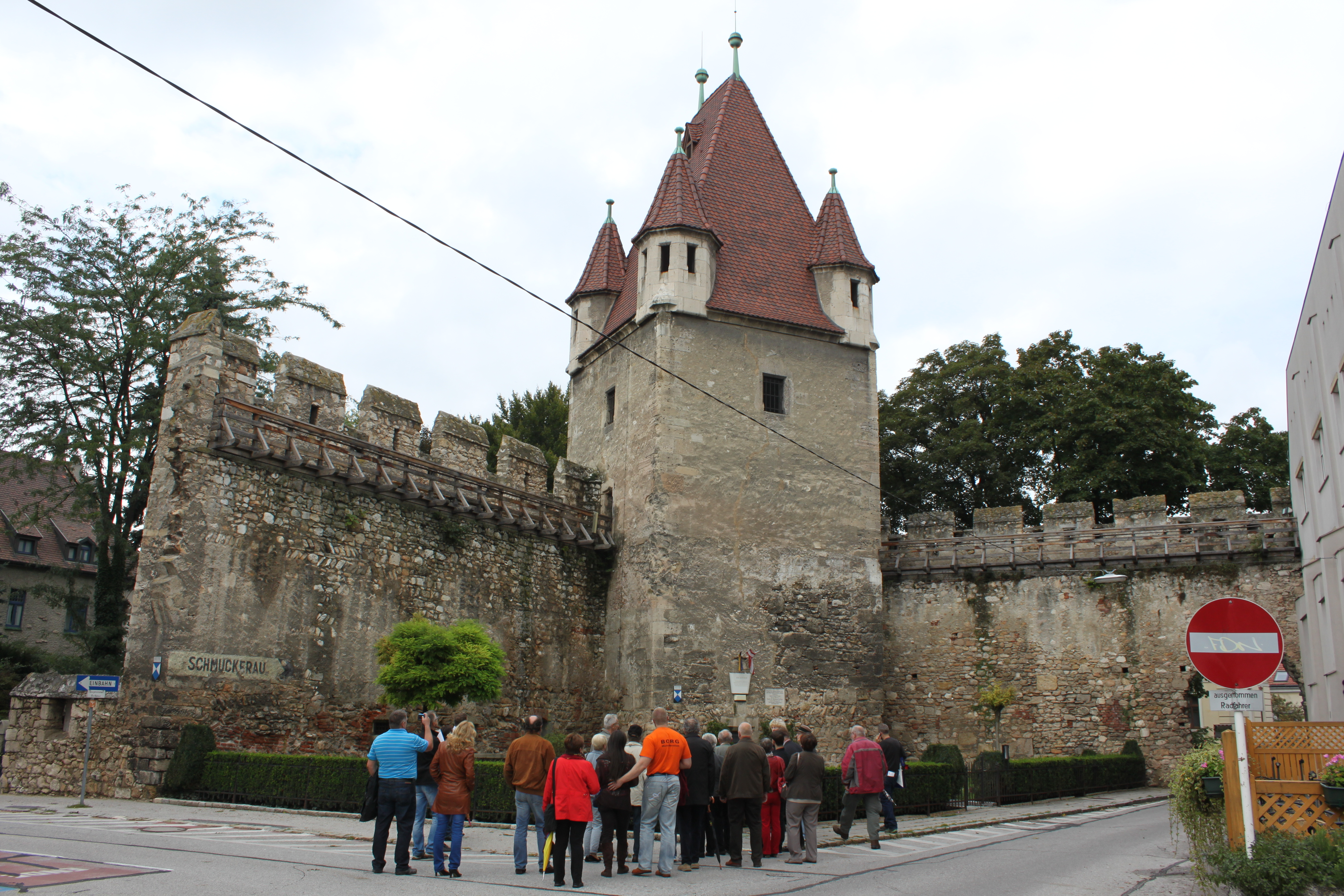
Der Reckturm mit Teilen der Stadtmauer ist nur im untersten Bereich im Original erhalten und ist überwiegend eine Rekonstruktion

Der Reckturm ist der nordwestliche Eckturm der ehemaligen Stadtmauer in Wiener Neustadt und stammt aus dem frühen 13. Jahrhundert. Die Stadtbefestigung steht unter Denkmalschutz (Listeneintrag).

## Geschichte
Bei der Gründungsvermessung der Stadt am Pfingstsonntag 24. Mai 1192 wurde die Nordwestecke der Stadtbefestigung, das ist der Reckturm, in eine Linie mit dem Portalpunkt vom Dom von Wiener Neustadt und dem Hauptpunkt des Hauptplatzes und dem Gründungspunkt der Stadt am Hauptplatz gelegt. Der Turm diente zunächst dem Schutz der Stadt und wurde ab dem Beginn der Neuzeit als Amts- und Gefangenenhaus, vor allem für die Peinliche Befragung, genutzt, woher der Turm auch seinen Namen hat. 
Gegen Ende des 19. Jahrhunderts begann man, anlässlich städtebaulicher Maßnahmen den Reckturm und die umliegende Stadtmauer abzutragen. 1901 erreichte jedoch der Wiener Neustädter Kunsthistoriker Franz Staub, dass die Demolierungsarbeiten eingestellt wurden und begann mit der Rekonstruktion des Turmes. 1902 war er wiederhergestellt – nunmehr vermutlich in der Form, wie er Mitte des 15. Jahrhunderts ausgesehen hatte. Der Reckturm ist der einzige Eckturm der ehemaligen Stadtmauer, der heute noch existiert.
Zwei Turmspitzen (147 × 39 cm) mit Halbmond (12,6 × 18,6 cm) aus Glockenmetall, nach 1834 hergestellt, befinden sich im Stadtmuseum Wiener Neustadt.

## Museum
Heute ist im Reckturm ein kleines Waffen- und Foltermuseum untergebracht, das seit 1957 vom Wiener Neustädter Denkmalschutzverein in drei Stockwerken des Turmes sowie seit kurzem auch im 2004 wiederentdeckten Keller untergebracht ist. Zu besichtigen sind unter anderem Schusswaffen von 1630 bis 1950 sowie historische Hieb- und Stichwaffen und Ausrüstungsgegenstände der k.u.k. Armee. Der Reckturm zählt heute zu den Sehenswürdigkeiten Wiener Neustadts.
1994 erschien anlässlich des 800-Jahr-Jubiläums der Stadt Wiener Neustadt eine 6-Schilling-Briefmarke mit dem Reckturm als Motiv.